# جک کیلمر
جک کیلمر (به انگلیسی: Jack Kilmer) (زاده ۶ ژوئن ۱۹۹۵) بازیگر آمریکایی است.
از فیلم‌های معروف او می‌توان به بازی در فیلم مردان خوب و دلالان بدن اشاره کرد.
او همچنین در فیلم "palo alto" در کنار اما رابرتز و جیمز فرانکو بازی کرد و در فیلم اربابان هرج و مرج نیز به ایفای نقش پرداخته‌است. او در فیلم summer03 در کنار جوئی کینگ نیز حضور یافت. او در فیلم متظاهران نیز بازی کرده‌است.